# Rondo Sulejowskie w Piotrkowie Trybunalskim
Rondo Sulejowskie – rondo w Piotrkowie Trybunalskim, w ciągu drogi krajowej nr 91.

## Układ
Położone jest na styku ulic:
- od północy: ulica Marii Skłodowskiej-Curie;
- od północnego zachodu: ulica Jerozolimska;
- od zachodu: aleje Mikołaja Kopernika;
- od południa: ulica Śląska;
- od wschodu: ulica Sulejowska.

Obecnie jest rondem turbinowym z pięcioma wlotami ulic o niewielkiej, okrągłej wyspie centralnej.

## Historia
Pierwotnie w tym miejscu znajdowało się zwykłe skrzyżowanie z niewielką wysepką, nie było to jednak skrzyżowanie o ruchu okrężnym. Po przebudowie w latach 90. XX w. stało się prawdziwym rondem, o bardzo dużej i nachylonej wyspie centralnej. Dodatkowo wyspa nie była okrągła, lecz owalna. Ponieważ przez rondo przechodził tranzyt ciężarowy, bardzo często zdarzały się wypadki - ciężarówki próbowały zbyt szybko pokonać rondo, wskutek czego wywracały się (siła odśrodkowa). Dodatkowym zagrożeniem był fakt istnienia tuż przy samym rondzie stacji benzynowej. Spowodowało to przebudowę ronda - zmniejszono wyspę centralną oraz zmieniono jej kształt na okrąg. Zabiegi te spowodowały zmniejszenie liczby wypadków ciężarówek niemal do zera. W latach 2016–2017 miała miejsce gruntowna modernizacja ronda, zmieniająca jego charakter na rondo turbinowe i znacząco zmniejszająca jego wyspę centralną.
W pobliżu ronda znajdują się m.in. skwer i nieduże centrum handlowe.

## Nazwa
Obecna nazwa to usankcjonowana nazwa zwyczajowa używana od wielu lat przez piotrkowian. Przez krótki okres istnienia rondo nosiło nazwę Edwarda Gierka. Jednak potocznie mieszkańcy nazywali je "Rondem Sulejowskim".